# Christian-Louis Ier de Mecklembourg-Schwerin
Christian-Louis duc de Mecklembourg-Schwerin (1er décembre 1623 - 21 juin 1692), est duc de Mecklembourg-Schwerin de 1658 à 1692.
Il est le fils d'Adolphe-Frédéric Ier de Mecklembourg-Schwerin et d'Anne-Marie de Frise-Orientale.
En 1650, il épouse Christine de Mecklembourg-Güstrow (morte en 1666), dont il divorce en 1663. En 1664, il épouse Élisabeth-Angélique de Montmorency-Bouteville (1627-1695), duchesse de Châtillon, fille du seigneur François de Bouteville et sœur du maréchal duc de Luxembourg.